# برایان کاتینگتون
برایان کاتینگتون (انگلیسی: Brian Cottington؛ زادهٔ ۱۴ فوریهٔ ۱۹۶۵) بازیکن فوتبال است.
از باشگاه‌هایی که در آن بازی کرده‌است می‌توان به باشگاه فوتبال فولام اشاره کرد.
وی همچنین در تیم ملی فوتبال Republic of Ireland U18 بازی کرده‌است.